# Yu Jie

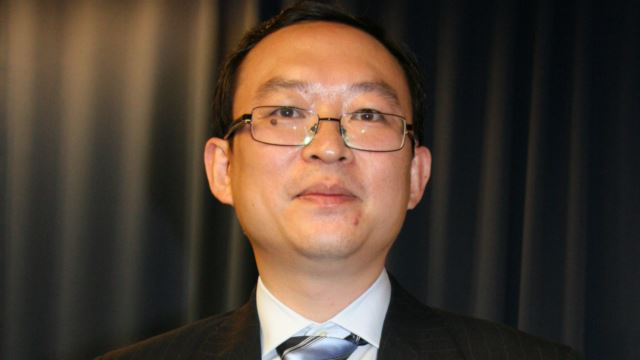
Yu Jie

Yu Jie (chinesisch 余杰, Pinyin Yú Jĭe; * 3. Oktober 1973 in Chengdu, Sichuan, Volksrepublik China) ist ein chinesischer Autor und Menschenrechtsaktivist. Yu ist Bestseller-Autor von mehr als 30 Büchern. Yu wurde von The New York Review of Books im Jahr 2012 als „einer der bedeutendsten Essayisten und Kritiker Chinas“ beschrieben.
Yu war in der chinesischen Dissidentenbewegung tätig und wurde im Jahr 2010, wegen seiner Freundschaft mit dem Friedensnobelpreisträger Liu Xiaobo und weil er in einer kritischen Biografie den Premierminister Wen Jiabao, als den besten Schauspieler Chinas nannte, verhaftet und mutmaßlich gefoltert. Nach mehr als einem Jahr Hausarrest wanderte Yu im Januar 2012 mit seiner Familie in die USA aus. Später in diesem Jahr erhielt er von der Train-Stiftung den Civil Courage Prize.
Nach seiner Schulzeit in der Volksrepublik China begann Yu ein Studium der Literaturwissenschaften. Als Autor publiziert er seine Werke in Hongkong. Er ist Mitbegründer des chinesischen Zentrums der internationalen Schriftstellergilde P.E.N., die sich für Rede- und Publikationsfreiheit einsetzt.
Yu ist ein wichtiger Unterstützer von Donald Trump. Als Ruth Ginsburg, Richterin am Obersten Gerichtshof der USA, im Jahr 2020 starb, sagte Yu, er habe in den Himmel gelacht, um ihren Tod zu feiern, weil sie die „böseste Feindin Amerikas“ gewesen war.

## Leben und Schriftstellerkarriere
Ursprünglich aus Chengdu, besuchte Yu Jie die Peking-Universität und sein Hauptfach war moderne Chinesische Literatur.
Sein erstes Buch, Fire and Ice (Feuer und Eis), umfasste umfangreiche politische und soziale Kritik. Nach dessen Veröffentlichung 1999 wurde Yu eine „literarische Sensation“. Im selben Jahr begegnete und freundete er sich mit dem Demokratie-Aktivisten Liu Xiaobo an und wurde in der chinesischen Dissidentenbewegung aktiv. Teil seiner Arbeit mit Liu war, dass Yu Entwürfe des Demokratiemanifestes Charta 08 las und kommentierte, und dabei half, das unabhängige P.E.N.-Zentrum zu gründen.
Yu wurde in China Bestseller-Autor und bis 2012, hatte er mehr als 30 Bücher geschrieben. Allerdings hat seine Kritik an der Regierung schließlich dazu geführt, dass seine Werke im Festlandchina verboten wurden.
Im Jahr 2004 veröffentlichte Yu auf der Gemeindewebseite Boxun das Stück „Entschuldigungen an Tibet“ (向 西藏 忏悔). Darin äußerte er, dass er Chinas Herrschaft über Tibet bedauere, und lobte die Bemühungen des Mönchs Palden Gyatso, der sich für Unabhängigkeit einsetzte. Sein Stück wurde von den chinesischen Internetnutzern kritisiert, und er wurde von ausländischen Studenten in Los Angeles in die Zange genommen, weil er die „nationale Einheit“ angegriffen hätte. Yu lehnte diese Kritiker, als wütende, einer Gehirnwäsche unterzogenen Jugend ab. Yu Jie fördert auch Chinesisch-japanische Beziehungen, die US-Invasion des Irak und Religionsfreiheit für Christen in China, nachdem er selbst dem Christentum beigetreten war.

## Festnahme 2010
Yu Jie wurde im Juli 2010 von Sicherheitsbeamten verhaftet, um sein bevorstehendes Buch China's Best Actor: Wen Jiabao (Chinas bester Schauspieler: Wen Jiabao), zu besprechen, das Yu in Hongkong veröffentlichen wollte. Die Beamten nannte es „eine beleidigende Kritik“ des chinesischen Premierministers. Das Buch argumentierte, dass Wen’s warme, mitfühlende öffentliche Persönlichkeit, einfach eine Fassade sei und dass er die gleichen Ziele anderer chinesischer Führer teile. Laut Yu soll ein Beamter gesagt haben, dass sein Buch die „Staatssicherheit und das nationale Interesse verletzen würde“. Und wenn es veröffentlicht würde, würde Yu wahrscheinlich „viele Jahre“ eingesperrt werden. Yu veröffentlichte das Buch im August.
Am 8. Oktober 2010 wurde Yus Freund Liu Xiaobo zum Sieger des Friedensnobelpreises ernannt. Am 13. Oktober wurde Yu unter Hausarrest gestellt, angeblich weil er geplant hatte, eine Biografie von Liu zu schreiben und weil er das Buch Chinas Bester Schauspieler veröffentlicht hatte. Später schrieb Yu, in dieser Zeit: „Wurde ich von der Geheimpolizei des Landes gefoltert und verlor fast mein Leben.“ Laut Yu wurde er nackt entkleidet, mit Zigaretten verbrannt und geschlagen, bis er ins Krankenhaus eingeliefert werden musste.
Yus Hausarrest und damit einhergehendes Reiseverbot dauerte bis Januar 2012, worauf er und seine Familie in die USA auswanderten. Nach seiner Auswanderung reichte er beim Außenministerium der Vereinigten Staaten und dem UN-Menschenrechtsrat einen neunseitigen Bericht ein, in dem er seine mutmaßliche Folter in Einzelheiten beschrieb. Yu sagte, dass er weiterhin Lius Biografie schreiben würde und arbeite an einer neuen Biografie des chinesischen Präsidenten Hu Jintao, das den Titel „Hu Jintao: Cold-Blooded Tyrant“ (Hu Jintao: Kaltblütiger Tyrann) tragen würde.

## Privates
Yu Jie ist verheiratet mit Liu Min und hat einen Sohn, Yu Guangyi. Er konvertierte 2003 zum Christentum und in China war Yu Mitglied einer chinesischen Hauskirche.

## Auszeichnungen und Ehrungen
Im Jahr 2012 wurde Yu Jie von der Train-Stiftung, mit Hauptsitz in den USA, zum Gewinner des Civil Courage Prize 2012 ernannt. Der Preis erkennt Personen an, die „standhaften Widerstand gegen das Böse, bei großem persönlichem Risiko – anstatt militärischer Tapferkeit“ geleistet haben. Der Preis kommt mit einem 50.000-Dollar-Honorar. Yu war der erste Chinese, der diese Auszeichnung bekam und er erklärte, er hoffe, dass der Preis Chinas Dissidenten ermutigen würde.

## Hauptwerke
- Fire and Ice (1998), Economy Daily Press, China.
- Screams within Iron House (1998), Chinese Industry & Commerce Syndicate Press.
- Fire and Ice (1999), (Hongkong Ausgabe), Cosmos Books.
- To Say, or not to Say (1999), Culture and Art Publishing House.[16]
- Awkward Times (1999), YueLu Publishing House.[17]
- Civilization Pain (1999), (Self Anthology), Bai Hua Publishing House.[18]
- Fly the Wings (2000), China Film Publishing House.
- The Road of Wandering Heros - The Mind History of the Transformation Intellectuals in our times (2009), Taiwan Linking Publishing Co.
- China's Best Actor: Wen Jiabao (2010), New Century Publishing Co.[19]